# El día que nací yo
El día que nací yo es una película dirigida por Pedro Olea y protagonizada por Isabel Pantoja.

## Detalles
El profesor Miguel Asenjo Bernal (Arturo Fernández) y el cura Pelayo (Joaquim de Almeida) se enamoran de Juana Medina, una joven gitana (Isabel Pantoja). La película toma el título de la célebre copla del mismo título, tema original de la comedia musical de 1936 Morena Clara. Fue producida por el cantautor Víctor Manuel con poco éxito.